# خطر (فلم)
خطر (بالإنجليزية: Dangerous) هو فيلم دراما تم إنتاجه في الولايات المتحدة وصدر في سنة 1935.

## بطولة
- بيت ديفيس

### ترشيحات وجوائز
| السنة | الحدث | الفئة             | النتيجة  |
| ----- | ----- | ----------------- | -------- |
|       |       | أوسكار أحسن ممثلة | فـــــوز |

## وصلات خارجية
- مقالات تستعمل روابط فنية بلا صلة مع ويكي بيانات